# Christian Sancho
Christian Alejandro Sancho Skinzier, lepiej znany jako Christian Sancho (ur. 18 kwietnia 1975 w Rosario) – argentyński aktor i model.

## Życiorys

### Wczesne lata
Urodził się w Rosario, we wschodniej Argentynie, w prowincji Santa Fe. W wieku trzech lat spadł ze schodów, uderzył się w głowę i przez 15 dni był śpiączce. Oprócz wsparcia rodziny, rodziców i brata Juana Pablo, który mieszka w Londynie, otrzymał wsparcie psychologiczne. Jako chłopiec uczestniczył w warsztatach teatralnych w swoim rodzinnym mieście. Od jedenastego roku życia zaczął uprawiać sport. W wieku 18 lat poświęcił się dziennikarstwu sportowemu, ale nie ukończył studiów, ponieważ wybrał się w podróż po świecie. Wyjechał potem do Buenos Aires, by rozpocząć karierę aktorską. 

### Kariera
Do show-biznesu trafił jako model. Stał się rozpoznawalny w Europie i Stanach Zjednoczonych, był twarzą marek międzynarodowych takich jak Christian Lacroix, Hugo Boss, Lacoste, Speddo, Calvin Klein, Armani, Dolce & Gabbana, Versace i Christian Dior. Jego zdjęcia ukazały się w książce Rock and Royalty (1997) obok Madonny, Lady Di, Tiny Turner i Jona Bon Jovi. Był na okładkach magazynów takich jak „Caras”, „7 días”, „Show” i „Pronto”.
W 2000 zadebiutował na szklanym ekranie w telenoweli Canal 9 Poszukiwania (Los buscas de siempre) z udziałem Pabla Echarriego. Z czasem jego popularność zaczęła rosnąć. Niedługo potem pojawiał się w kolejnych telenowalach, m.in. Rebelde Way (2003), Emeryci (Los pensionados, 2004) i Zimna krew (Sangre fría, 2004). W 2010 dołączył do obsady telenoweli Endemol Shine Miłość dla gry (Botineras), grając Manuela 'Flaco' Riveiro utrzującego podwójne życie jako biseksualista. Następnie zagrał w komedii romantycznej Marcosa Carnevale’a No soy tu mami (2019) z Pablem Echarrim i dramacie Jorge’a Piwowarskiego Un Crack (2020), gdzie wcielił się w postać sfrustrowanego piłkarza Diego Lamote. 
W teatrze grał m.in. w sztuce urugwajskiego dramaturga Rafaela Pence'a 5Gays.com (2005), Księga dżungli (2008), Zostań ze mną dziś wieczorem (Quedate conmigo esta noche, 2011), Życie prywatne (Vidas Privadas, 2012) Noëla Cowarda, Antoniusz i Kleopatra (2013), Stravaganza Estados del Tiempo (2014) i Mamushka (2019) w Picadilly Theatre.

## Życie prywatne
Był związany z Valerią Britos (2000), z którą ma córkę Camille (ur. 2001). Od 2008 związał się z Vanesą Schual, z którą ma syna Gaela (ur. 2010).

## Filmografia

### produkcje telewizyjne
- 2000: Los buscas de siempre jako Cachorro
- 2001: Provócame jako Francisco
- 2003: Rebelde Way jako nauczyciel matematyki
- 2004: Cięcia, historie kawy (Un cortado, historias de café)
- 2004: Zimna krew (Sangre fría) jako Gabriel
- 2004: Emeryci (Los pensionados) jako Pablo
- 2004: Floricienta jako Gonzalo
- 2005: Świat według Bundych (Casados con hijos) jako Zorro
- 2006: Nie kodowany (Sin código) jako Jorge
- 2006: Naszyjnik szmaragdowy (Collar de Esmeraldas) jako Lucas Dorman
- 2008: Mujeres de nadie jako Rolando "Rolo" Peréz
- 2010: Botineras jako Manuel 'Flaco' Riveiro
- 2011–2012: Korzeń (Los Únicos) jako Ramón
- 2012−2013: Słodka miłość (Dulce amor) jako Santiago Barrio
- 2013–2014: Jesteśmy rodziną (Somos familia) jako Santiago Gonzalez Ferri
- 2017-2019: Jedenastka jako Félix Jiménez

### filmy fabularne
- 2004: Peligrosa obsesión jako Patovica
- 2006: Bañeros III, todopoderosos
- 2008: Los superagentes, nueva generación jako Delfín